# Ctenicera dorothyae
Ctenicera dorothyae is een keversoort uit de familie kniptorren (Elateridae). De wetenschappelijke naam van de soort is voor het eerst geldig gepubliceerd in 1959 door Knull.